# Hutás József
Hutás József (Magyaróvár, 1869. december 25. – Budapest, 1948. december 21.) magyar jogász, kúriai bíró, a Kúria másodelnöke, felsőházi tag.

## Élete
1869-ben született Magyaróvárott, római katolikus vallású családban. Középiskoláit Magyaróváron és Győrött, jogi tanulmányait pedig a pozsonyi királyi jogakadémián végezte. 1891–1892-ben egyéves önkéntesi szolgálatot teljesített, majd 1892-ben kinevezték díjtalan joggyakornoknak a nezsideri királyi járásbírósághoz, majd még ugyanabban az évben áthelyezték a magyaróvári királyi járásbírósághoz, segéddíjjal javadalmazott joggyakornokként.
1893-ban az alsólendvai királyi járásbírósághoz került aljegyzőnek, 1897-ben a zalaegerszegi királyi törvényszéknek lett albírája, 1902-ben pedig az alsólendvai járásbírósághoz nevezték ki vezető járásbírónak. 1907-ben mint törvényszéki bírót, a soproni királyi törvényszékhez helyezték át, 1913-tól 1921-ig pedig a győri királyi ítélőtáblán volt bíró.
1921-ben kúriai bíró, 1930-ban ugyanott tanácselnök, 1937. október 31-én pedig a Kúria másodelnöke lett. Mint másodelnök, a Kúria I. polgári tanácsának elnöke és így az igazságszolgáltatás polgári ágazatának legmagasabb rangú bírája is volt. A legfőbb bíróságok vezetőinek egyikeként a parlamenti felsőház tagja is lett.
Gyászjelentése szerint életének 79. évében, már özvegyként hunyt el, temetése a Farkasréti temetőben zajlott 1948. december 24-én.

## Magánélete
Felesége Bagnovini Paula (1879–1936) volt, akitől két gyermeke született, Hutás Aladár (1899–1965) és Hutás Margit, utóbbi Buday-Günther Tivadarral alapított családot. Egy olyan testvére volt, aki túlélte, özv. Schmall Gyuláné Hutás Mária; két unokája Buday Tibor és Buday Béla volt.